# Замок Карисбрук

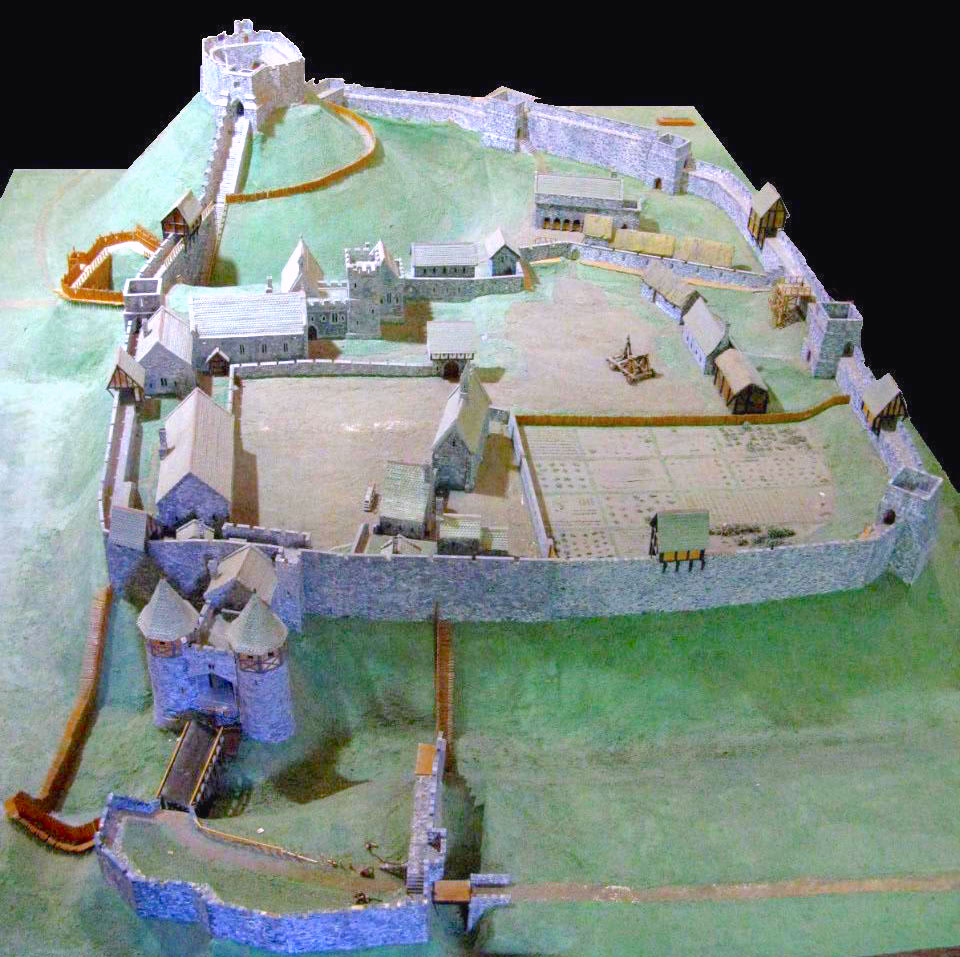
Замок Карисбрук типа «мотт и бейли». Реконструкция XIV век.

Замок Карисбрук (англ. Carisbrooke Castle) — замок в центральной части острова Уайт, место заточения английского короля Карла I в 1647—1648 годах.
Расположен в деревне Карисбрук в юго-западной части Ньюпорта, главного города острова Уайт.

## История
В 1100 году Карисбрук был передан сподвижнику короля Ричарду де Ревьеру. Он и его потомки существенно расширили бывшее здесь укрепление, известное со времен англосаксов. Была построена крепость типа «мотт и бейли». После смерти Изабеллы де Фортибус, графини Девон в 1293 году замок перешёл во владения английских монархов.
В конце XVI века крепость была достроена Джорджем Кари, вторым бароном Хансдон. Он был командирован на остров для подготовки обороны против испанского вторжения. Часть бастионов построил итальянский военный инженер Федериго Джамбели. 

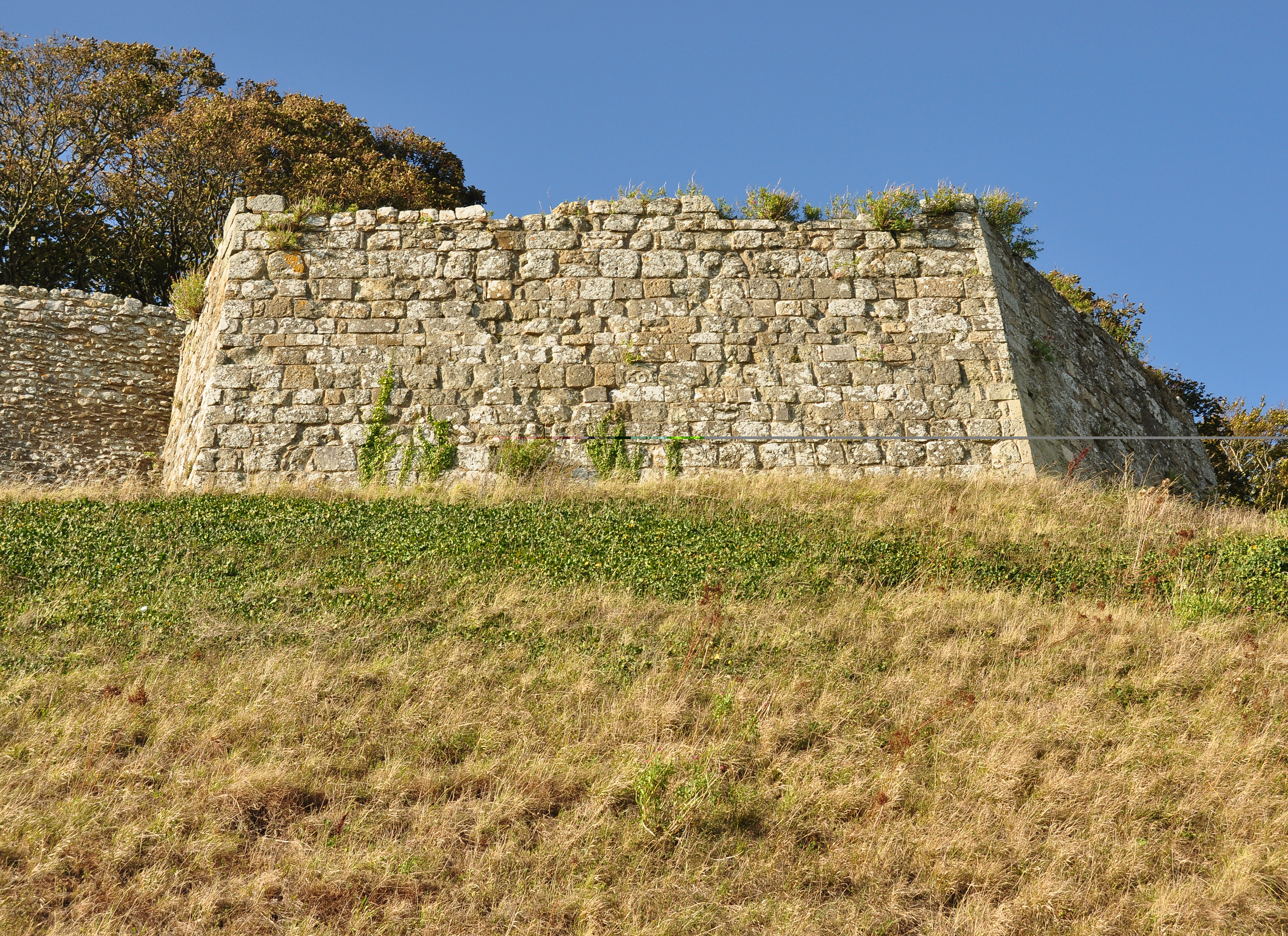
Один из бастионов Джамбели в замке Карисбрук, построенный между 1597 и 1600 годами.

Замок стал местом заточения Карла I в 1647 году, после его поражения в английской гражданской войне. Здесь он пробыл четырнадцать месяцев вплоть до его перевода в замок Хёрст, последующего суда и казни.
Принцесса Беатриса, младшая дочь королевы Виктории, была губернатором острова Уайт c 1896 по 1944 год. В 1898 году принцесса основала в замке музей, а в 1914 году сделала Карисбрук своей летней резиденцией.

## Аллюзии
- Колодец замка упоминается как тайник в приключенческом романе «Мунфлит» (1898) английского писателя Мида Фалкнера.
- В новозеландском городе Данидин Карисбруком назван крупнейший стадион.